# Joyce Maynard
Daphne Joyce Maynard (Durham, 5 de noviembre de 1953) es una novelista y periodista estadounidense. Comenzó su carrera en el periodismo en la década de 1970, escribiendo para varias publicaciones, entre las que destacan la revista Seventeen y The New York Times. Maynard contribuyó a las revistas Mademoiselle y Harrowsmith en la década de 1980, al mismo tiempo que comenzaba su carrera como novelista con la publicación de su primera novela, Baby Love (1981). Su segunda novela, To Die For (1992), se basó en el caso de asesinato de Pamela Smart y se adaptó al cine bajo el título Todo por un sueño en 1995. Maynard recibió una atención significativa de los medios en 1998 con la publicación de sus memorias At Home in the World, que trata sobre su romance con J. D. Salinger.
Maynard ha publicado novelas de una amplia gama de géneros literarios, que incluyen ficción, literatura juvenil y crímenes reales. Su sexta novela, Labor Day (2009), fue adaptada como película del mismo título en 2013, dirigida por Jason Reitman. Otras novelas suyas son The Good Daughters (2010), After Her (2013), Under the Influence (2016) y Count the Ways (2021).

## Biografía
Maynard nació en Durham, Nuevo Hampshire, hija de Fredelle (de soltera Bruser), periodista, escritora y profesora de inglés, y Max Maynard, pintor y profesor de inglés en la Universidad de New Hampshire (y hermano del teólogo Theodore Maynard). Su padre nació en India siendo hijo de misioneros ingleses y luego se mudó a Canadá; su madre nació en Saskatchewan de inmigrantes judíos procedentes de Rusia.
Maynard asistió a la escuela en Oyster River y a la Academia Phillips Exeter. Ganó los premios Scholastic Art and Writing Awards en 1966, 1967, 1968, 1970 y 1971. En su adolescencia, escribió de manera habitual para la revista Seventeen. Ingresó a la Universidad de Yale en 1971 y envió una colección de sus escritos a los editores de The New York Times Magazine. Le pidieron que escribiera un artículo sobre crecer en la década de 1960, que se publicó con el título "An 18-Year-Old Looks Back on Life" en la edición del 23 de abril de 1972 de la revista. Después de que se publicara el artículo, Maynard recibió una carta del escritor J. D. Salinger, que contaba entonces con 53 años, que elogió su escritura y le advirtió sobre los peligros de la publicidad.[cita requerida]
Se casó con Steve Bethel en 1977 y se divorció de él en 1989. Tuvieron tres hijos juntos; hija Audrey e hijos Charlie y Wilson.
Maynard y su hermana Rona, escritora y editora jubilada de la revista Chatelaine, colaboraron en una investigación sobre su hermandad. Las memorias de Rona Maynard, My Mother's Daughter, se publicaron en el otoño de 2007.
En febrero de 2010, Maynard adoptó a dos niñas etíopes. En la primavera de 2011, les dijo a sus amigos y familiares que ya no podía cuidar a las niñas. Los envió a vivir con una familia en Wyoming y, con apoyo en su privacidad, eliminó todas las referencias a ellos de su página web.
El 6 de julio de 2013 se casó con el abogado Jim Barringer, que murió el 16 de junio de 2016 de cáncer de páncreas. Su relación y la muerte de él fue el tema de sus memorias de 2017 The Best of Us.
Maynard regresó a Yale como estudiante de segundo año en 2018 para completar su educación universitaria.

## Relación con Salinger yAt Home in the World
Maynard y Salinger intercambiaron correspondencia. Después de su primer año en Yale, ella se mudó a la casa de él en Cornish, Nuevo Hampshire. Salinger y su esposa se habían divorciado en 1967. Mientras vivió con él durante ocho meses, desde mediados de 1972 hasta marzo de 1973, Maynard escribió su primer libro, unas memorias titulada Looking Back: A Chronicle of Growing Up Old in the Sixties, que se publicó en 1973 poco después de que Maynard y Salinger terminaran su relación.[cita requerida]
Maynard retuvo información sobre su relación que no hizo pública hasta la publicación de sus memorias de 1998 At Home in the World. Las memorias, que cuentan toda su vida hasta ese momento, son fundamentalmente conocidas por contar en detalle su relación con Salinger, a quien retrata como un depredador. Tras su publicación, muchos críticos criticaron furiosamente el libro, como Jonathan Yardley del Washington Post, quien lo calificó de "indescriptiblemente estúpido".
Ese mismo año, Maynard subastó las cartas que le había escrito Salinger. El desarrollador de software Peter Norton compró las cartas por $156,500 y se las devolvió a Salinger.
En 2021, Maynard escribiría sobre la relación en Vanity Fair (revista) haciendo mención del caso entre Woody Allen y Mia Farrow, afirmando que "Me prepararon para ser la pareja sexual de un narcisista que casi descarrila mi vida", entrando en detalles sobre las otras relaciones con adolescentes que Salinger tuvo al mismo tiempo, y "cuando me despidió menos que un año después, con palabras de desprecio y desdén, creí que el fracaso era mío y que ya no era digna ni de su amor ni tampoco de su respeto". Con respecto a como fueron recibidas sus memorias, ella recuerda que la reacción fue negativa, señalando que: "Me acusaron de tratar de vender libros, de ganar dinero con mi breve e intrascendente conexión con un gran hombre", y que "una escritora, Cynthia Ozick -que no es la única entre los escritores famosos, que se sumó a su condena- me retrató como una persona que, sin poseer ningún talento propio, se había unido a Salinger para 'succionarle' su celebridad".

## Periodismo
Después de abandonar la casa de Salinger en 1973, Maynard compró una casa en Hillsborough, Nuevo Hampshire. De 1973 a 1975, contribuyó con comentarios a una serie llamada Spectrum en CBS Radio. En 1975, entró en el The New York Times como reportera de asignaciones generales y escritora. Dejó The New York Times en 1977, cuando se casó con Steve Bethel.
De 1984 a 1990, Maynard escribió la columna semanal "Domestic Affairs", que trata sobre el matrimonio, la paternidad y la vida familiar. Trabajó como crítica de libros y columnista de las revistas Mademoiselle y Harrowsmith. En 1986 ayudó a liderar la oposición a la construcción del primer vertedero de desechos nucleares de alto nivel del país en su estado natal de New Hampshire, una campaña que describió en un artículo de portada del New York Times en abril de 1986.
Después de divorciarse de Bethel en 1989, ella y sus hijos se mudaron a Keene, Nuevo Hampshire.

## Literatura
Maynard publicó su primera novela, Baby Love, en 1981. Su novela de 1992 To Die For se basó en el caso de asesinato de Pamela Smart y se adaptó al cine con el título Todo por un sueño, dirigida por Gus Van Sant y protagonizada por Nicole Kidman, Matt Dillon y Joaquin Phoenix. A fines de la década de 1990, escribió a sus lectores en un foro de discusión en línea, The Domestic Affairs Message Board.
Publicó dos libros de literatura juvenil: The Usual Rules (2003) y The Cloud Chamber (2005). Su libro de crímenes reales, Combustión interna (2006), trató el caso de Nancy Seaman, una residente de Míchigan que fue condenada por matar a su esposo en 2004. La novela Labor Day se publicó en 2009 y fue también adaptada al cine, Labor Day (película), escrita y dirigida por Jason Reitman. Otras novelas suyas son The Good Daughters (2010), After Her (2013) y Under the Influence (2016).

## Obra

### Ficción
- Baby Love (1981)
- To Die For (1992)
- Where Love Goes (1995)
- The Usual Rules (2003)
- The Cloud Chamber (2005)
- Labor Day (2009)
- The Good Daughters (2010)
- After Her (2013)
- Under the Influence (2016)
- Count the Ways (2021)
- The Bird Hotel (TBA)

### Ensayos
- Looking Back: A Chronicle of Growing Up Old in the Sixties (1973)
- Domestic Affairs: Enduring the Pleasures of Motherhood and Family Life (1987)
- At Home in the World (1998)
- Internal Combustion: A Story of a Marriage and a Murder in the Motor City (2006)
- "A Good Girl Goes Bad" (2007), in Bad Girls: 26 Writers Misbehave, edited by Ellen Sussman
- "Your Friend Always" (2007), in Mr. Wrong: Real-Life Stories About the Men We Used to Love, edited by Harriet Brown
- "Someone Like Me, But Younger" (2009), in The Face in the Mirror: Writers Reflect on Their Dreams of Youth and the Reality of Age, edited by Victoria Zackheim
- "Straw into Gold" (2013), in Knitting Yarns: Writers on Knitting, edited by Ann Hood (W. W. Norton & Company)
- The Best of Us (2017)